# 北京市通州区城市管理委
39°54′39″N 116°39′21″E / 39.91082°N 116.65589°E
北京市通州区城市管理委是北京市通州区人民政府的一个部门。

## 领导
2021年2月，本机构的领导为：
- 程卫民：北京市通州区城市管理委员会党组书记、主任、二级巡视员、区城乡环境建设管理委员会办公室主任。工作分工：主持全面工作
- 张跃宗：北京市通州区城市管理委员会党组成员、副主任、二级调研员。工作分工：主要负责市政基础设施建设和管理、公共停车行业管理、地下管廊及管线管理等方面工作。牵头负责全委工地规范化管理、无障碍设施建设工作。分管市政科、地下管道办、市政设施事务中心、市政一所、市政二所、油气输送管道巡查事务中心
- 李琴：北京市通州区城市管理委员会党组成员、副主任。工作分工：主要负责区城乡环境提升建设项目规划编制、计划安排、组织实施等方面工作。牵头负责环保督查、大气污染防治、蓝天保卫战、城市双修、疏解整治工作，牵头统筹各项专业规划编制工作。分管城乡环境建设管理科
- 李小军：北京市通州区城市管理委员会副主任。工作分工：主要负责煤炭、电力、燃气、供热等能源运行管理工作，负责全委行业安全，负责全委行业安全监督、反恐、公共设施事故应急处置及防汛指挥调度等方面工作，负责区燃气事务中心行业管理工作。分管能源办、安全应急办、住宅锅炉供暖事务中心、住宅锅炉供暖中心
- 任元彪：北京市通州区城市管理委员会副主任。工作分工：分管市容服务中心工作，分管智慧城市建设，协助负责户外广告牌匾设计、城市夜景照明、“大运河两岸景观亮化工程”等工作，协助负责城乡环境整治、老旧小区改造提升工程设计方案的审定工作
- 张嘉林：北京市通州区城市管理委员会副主任。工作分工：分管环办考评等工作。负责区环境建设事务中心、区市政设施巡查中心工作
- 张文宽：北京市通州区城市管理委员会二级巡视员。工作分工：主要负责党群、干部队伍、人事、宣传、信访、社会治安综合治理、绩效考核、督察督办、机构改革、固定资产投资等方面工作。分管办公室、政工科、财务科、工会、共青团及法监科负责的绩效考核工作
- 马劲松：北京市通州区城市管理委员会党组成员、区环卫服务中心党总支书记、区环卫服务中心主任。工作分工：主管区环卫服务中心全面工作。负责通州区环境卫生事务所、通州区环卫设施所、通州区生活垃圾转运站、通州区西田阳垃圾卫生填埋场、通州区污物处理站工作，对京环公司的监督检查考核工作
- 杨艳芬：北京市通州区城市管理委员会党组成员、区燃气事务中心党支部书记、区燃气事务中心主任。工作分工：主管区燃气事务中心全面工作，负责通州区燃气发展中心工作
- 王雪艳：北京市通州区城市管理委员会党组成员、二级调研员、城市管理指挥中心主任。工作分工：主要负责区城市管理指挥中心全面工作，负责城市管理委接诉即办、信息化建设等方面工作

## 机构设置
2021年2月，本机构下设：
- 政工科
- 财务科
- 法制和监督考评科（网格化城市管理办公室、综合审批科）
- 市政管理科
- 办公室
- 环境卫生管理科
- 城乡环境建设管理科
- 城市景观管理科（城市照明管理科）
- 能源运行管理办公室（供热管理办公室、燃气管理科）
- 地下管道设施管理办公室
- 安全应急办
- 北京市通州区城市管理指挥中心
- 北京市通州区市政一所
- 北京市通州区环境卫生事务所
- 北京市通州区市政设施巡查中心
- 北京市通州区燃气发展中心
- 北京市通州区环境建设事务中心
- 北京市通州区市政设施事务中心
- 北京市通州区公共自行车事务中心
- 北京市通州区住宅锅炉供暖中心
- 北京市通州区油气输送管道巡查事务中心
- 北京市通州区城市照明事务中心
- 北京市通州区住宅锅炉供暖事务中心
- 北京市通州区环境卫生服务中心
- 北京市通州区市容服务中心
- 北京市通州区燃气事务中心
- 北京市通州区生活垃圾转运站
- 北京市通州区污物处理站
- 北京市通州区环卫设施所
- 北京市通州区西田阳垃圾卫生填埋场
- 北京市通州区市政二所